# U-571
U-571은 제2차 세계 대전 중에 독일 해군 소속 잠수함으로 함형은 VII C형이다.

## 일반 사항
- 함형 : 7C형 (Type VIIC)
- 함번호 : U-571
- 진수일 :1940년 6월 8일
- 제작사 : 블룸&포스(함부르크 소재)
- 실전 배치 : 1941년 5월 22일
- 초대 함장 : 헬무트 뫼흐라만 소령(기사철십자상)

## 역대 함장
- 1941년 5월 - 1943년 5월 : 헬무트 뫼흐라만 소령
- 1943년 5월 - 1944년 1월 : 구스타프 뤼조프 대위

## 작전 활동 내역
- 1941년 5월 22일 - 1941년 8월 1일, 3전단(3. Flottille), 교육훈련
- 1941년 8월 1일 - 1944년 1월 28일 일, 3전단(3. Flottile / 일선전투 함대)

## 작전 성과
- 7척 격침(47,169t)
- 1척 피해(11,394t)

## 운명
U-571는 영화로 유명해진 유보트다. 영화에서 U-571은 작전 도중 피해를 입어 "젖소"라는 암호명으로 불린 보급 잠수함으로부터 보급을 받기 위해 대기하던 중에 에니그마를 탈취하기 위한 비밀작전 중인 미군에게 탈취당하여 독일 구축함과 교전 끝에 침몰한 것으로 그려졌지만, 실제로는 1944년 1월 28일, 북위 52.41도, 서경 14.27도 지점에서 오스트레일리아 해군소속의 461/D 비행대 소속 서덜랜드 비행정의 공격을 받고 침몰했으며, 승무원 52명은 전원 전사했다(덧붙여 영화에서 미군 잠수함은 독일군의 보급잠수함으로부터 공격을 받아 침몰하는데, 사실 당시 독일군의 보급 잠수함은 공격 무장을 갖추지 않았다).
그 이전에도 U-571은 몇 차례 심한 피해를 입은 적이 있다. 1943년 3월 22일, U-571은 북대서양에서 항공기로부터 공격을 받아 심한 피해를 입었고, 그 때문에 기지로 돌아와야 했다.
1943년 4월 22일, 동함은 함장이 사령탑에서 사고로 심한 부상을 입어 기지로 귀환한 적도 있다.